# Unione Sportiva Cremonese 1933-1934
Questa pagina raccoglie le informazioni riguardanti l'Unione Sportiva Cremonese nelle competizioni ufficiali della stagione 1933-1934.

## Stagione
Nella stagione 1933-1934 la squadra grigiorossa ha disputato il girone B ottenendo l'ottavo posto su tredici partecipanti. Le prime tre di ogni girone hanno disputato il girone finale. Nella rosa della squadra figurava Andrea Valcarenghi (1914- 7 luglio 1934) deceduto giovanissimo per malattia.

## Rosa
| N. |                   | Ruolo | Calciatore          |
| -- | ----------------- | ----- | ------------------- |
|    | Italia (bandiera) | C     | Pietro Camisaschi   |
|    | Italia (bandiera) | A     | Ugo Casoli          |
|    | Italia (bandiera) | D     | Arsenio Dacquati    |
|    | Italia (bandiera) | C     | Pietro Dalle Vedove |
|    | Italia (bandiera) | A     | Loris Desti         |
|    | Italia (bandiera) | C     | Umberto Ferrari     |
|    | Italia (bandiera) | P     | Ugo Ferrazzi        |
|    | Italia (bandiera) | C     | Francesco Franzoni  |
|    | Italia (bandiera) | D     | Guido Gianfardoni   |
|    | Italia (bandiera) | A     | Alfredo Giuge       |
|    | Italia (bandiera) | C     | Pio Gramigna        |
|    | Italia (bandiera) | A     | Alfredo Lazzaretti  |

| N. |                   | Ruolo | Calciatore         |
| -- | ----------------- | ----- | ------------------ |
|    | Italia (bandiera) | C     | Lino Mosca         |
|    | Italia (bandiera) | C     | Renato Olmi        |
|    | Italia (bandiera) | D     | Libero Pollastri   |
|    | Italia (bandiera) | A     | Rocco Ranelli      |
|    | Italia (bandiera) | A     | Andrea Valcarenghi |
|    | Italia (bandiera) | A     | Dante Romanenghi   |
|    | Italia (bandiera) |       | Ferruccio Salami   |
|    | Italia (bandiera) | C     | Pietro Sbalzarini  |
|    | Italia (bandiera) | D     | Guido Selva        |
|    | Italia (bandiera) | A     | Clotario Staffetta |
|    | Italia (bandiera) | C     | Ettore Travagin    |
|    | Italia (bandiera) | A     | Leo Trovati        |
|    | Italia (bandiera) | A     | Eligio Vecchi      |

## Risultati

### Serie B (girone B)

#### Girone di andata
| Cremona 10 settembre 1933 1ª giornata | Cremonese          | 0 – 0 | Comense | Polisportivo Roberto Farinacci\| Arbitro: \| Brunelli (Bologna) \| |
| Arbitro:                              | Brunelli (Bologna) |       |         |                                                                    |

| Arbitro: | Carletti (Ancona) |

|             |           |                       |
| Vettori 90’ | Marcatori | 16’ Vecchi 48’ Casoli |

La Cremonese riposa il 24 settembre, 3ª giornata di andata.
| Arbitro: | Dericci (Alessandria) |

|            |           |             |
| Casoli 41’ | Marcatori | 30’ Spinato |

| Arbitro: | Corradini (Bologna) |

|               |           |  |
| Vitalesta 78’ | Marcatori |  |

| Arbitro: | Mastellari (Bologna) |

|                         |           |  |
| Beretta 22’ Panzeri 81’ | Marcatori |  |

| Arbitro: | Brunelli (Bologna) |

|                                    |           |                    |
| Camisaschi 41’ Gramigna 80’ (rig.) | Marcatori | 66’ (rig.) Raguzzi |

| Arbitro: | Corradini (Bologna) |

|                                    |           |  |
| Baldi III 22’ Pavanello 75’ (rig.) | Marcatori |  |

| Arbitro: | Bartolini (Pisa) |

|                                     |           |  |
| Ferrero 24’ Dentuti 25’ Rossini 35’ | Marcatori |  |

| Arbitro: | Beretta (Novi Ligure) |

|                                    |           |              |
| Vecchi 26’ Olmi 30’ Camisaschi 31’ | Marcatori | 79’ Donaglio |

| Arbitro: | Rovida (Milano) |

|              |           |                            |
| Gramigna 47’ | Marcatori | 32’ Carnevali 77’ Galli II |

| Arbitro: | Bonivento (Venezia) |

|           |           |           |
| Nardi 67’ | Marcatori | 54’ Giuge |

| Arbitro: | Monti (Senigallia) |

|                                  |           |  |
| Ostromann 38’ Bonelli 50’ (rig.) | Marcatori |  |

#### Girone di ritorno
| Arbitro: | Beraldi (Oneglia) |

|                                          |           |  |
| Spinola 5’ Pilotta 9’ Spinola 70’ (rig.) | Marcatori |  |

| Arbitro: | Beraldi (Oneglia) |

|                |           |  |
| Vecchi 23’ 74’ | Marcatori |  |

La Cremonese ha riposato il 31 dicembre, 16ª giornata.
| Arbitro: | Piccoli (Bologna) |

|                          |           |                 |
| Camolese 14’ Spinato 46’ | Marcatori | 55’ (rig.) Olmi |

| Arbitro: | Scorzoni (Bologna) |

|                              |           |  |
| Vecchi 4’ 42’ Camisaschi 80’ | Marcatori |  |

| Arbitro: | Bertoli (Vicenza) |

|                |           |            |
| Camisaschi 73’ | Marcatori | 43’ Bonomi |

| Arbitro: | Levrero (Genova) |

|                |           |  |
| Bianchi II 39’ | Marcatori |  |

| Arbitro: | Caironi (Milano) |

|                                      |           |  |
| Ranelli 30’ Giuge 59’ Romanenghi 66’ | Marcatori |  |

| Arbitro: | Corradini (Bologna) |

|                           |           |             |
| Camisaschi 5’ Ranelli 48’ | Marcatori | 80’ Rossini |

| Venezia 25 febbraio 1934 23ª giornata | Serenissima       | 0 – 0 | Cremonese | Stadio Pierluigi Penzo\| Arbitro: \| Beraldi (Oneglia) \| |
| Arbitro:                              | Beraldi (Oneglia) |       |           |                                                           |

| Arbitro: | Gianni (Pisa) |

|                            |           |  |
| Galli II 30’ Carnevali 75’ | Marcatori |  |

| Arbitro: | Bevilacqua (Viareggio) |

|                                |           |                                      |
| Olmi 53’ (rig.) Vecchi 58’ 64’ | Marcatori | 38’ 51’ 75’ Bolognese 80’ Tumiati II |

| Arbitro: | Gianelli (Genova) |

|            |           |              |
| Vecchi 46’ | Marcatori | 20’ Vucinich |